# ニューオーリンズの戦い (南北戦争)
ニューオーリンズの戦い（ニューオーリンズのたたかい、英:Battle of New Orleans）は、南北戦争の初期1862年4月25日-5月1日に北軍がルイジアナ州ニューオーリンズを無血で占領した戦いである。その前に南軍のジャクソン砦とセントフィリップ砦に対して戦った後、北軍はニューオーリンズ市そのものは抵抗無く占領し、南部の多くの都市が蒙ったような破壊も免れた。しかし、その軍政府長官による堅く厳しい管理によって不満が続くことになった。この南部最大の都市の占領は南北戦争の転回点となり、国際関係でも重要な出来事となった。

## 背景
ウィンフィールド・スコットの「アナコンダ計画」の一部としてミシシッピ川の支配権を掴むことによりアメリカ連合国を2つに分けてしまうことが必要だった。その作戦の第一段階はミシシッピ川河口に入ることであり、ニューオーリンズ市まで上って市を占領し、南軍の艦船に対しては入り口を閉じてしまうことだった。1862年1月半ば、北軍の海軍将官デヴィッド・ファラガットがその西メキシコ湾封鎖戦隊を使ってこの任務を引き受けた。その過程の唯一の障害はニューオーリンズから約70マイル (110 km)下流のヘッド・オブ・パシーズにあるジャクソン砦とセントフィリップ砦という2つの石造りの砦だった。
4月18日から28日にかけてのジャクソン砦とセントフィリップ砦の戦いで、ファラガットは砦を砲爆して砦の間を通過し、4月24日に13隻の艦船で上流に抜けることができた。

## 戦闘
4月25日の正午、ファラガットはニューオーリンズ市の前に錨を下ろした。ジャクソン砦とセントフィリップ砦は孤立してしまい、絶え間なく砲艦から砲撃されて4月28日に降伏した。その後間もなくベンジャミン・フランクリン・バトラー少将の部隊が戦闘も無く降伏した市を占領した。北軍は米英戦争のニューオーリンズの戦いでの栄誉を称えたアンドリュー・ジャクソンの彫像に「合衆国は守らねばならないし、守りきるぞ」という言葉を刻んだ。

## 戦闘の後
バトラーが市の軍政府長官になり、その管理は非常に断固とした態度と厳しさを伴った。ニューオーリンズ市はバトラーが統治した間は異常なくらい健全で秩序を保った。しかし、その行動の多くは非常に攻撃的であり、例えばオランダ領事館に保存されていた80万ドルは奪取され、フランスのシャンパン業者であり「シャンパン・チャーリー」として有名だったシャルル・エドシックをスパイとして投獄した。最も悪名高いのは、幾つかの挑発を行った後に発行した5月16日のバトラーの将軍命令第28号であり、もし女性がアメリカ合衆国の士官または兵卒を侮辱したり侮蔑を示した場合には、「町で職業を営む女」すなわち売春婦と見なされそのように待遇されるというものだった。この命令には北部でも南部でも、さらには海外の特にイギリスやフランスで抗議の声が上がり、疑いも無く12月17日にメキシコ湾方面軍指揮官から外される原因になった。「けだものバトラー」とか「スプーン」と渾名をつけられたが、この後の方は彼が滞在する南部の家庭で銀器をくすねる癖によるものだとされている。
1862年6月7日、ニューオーリンズの合衆国造幣所にデヴィッド・ファラガット提督が置いた合衆国国旗を破ったウィリアム・B・マンフォードを処刑した。この処刑のために、アメリカ連合国大統領ジェファーソン・デイヴィスの将軍命令第111号で、極刑に値する重罪人と糾弾され（1862年12月）、もし捕まえた場合には処刑のために留め置くこととされた。バトラーの統治はニューオーリンズ市にとっては恩恵のあるものとなり、秩序と健全さが保たれた。南北戦争の終わりごろは、ナサニエル・バンクス少将が市を統治した。